# Los Cachorros de Juan Villarreal
Los Cachorros de Juan Villarreal son un grupo mexicano de música norteña originario de Nuevo Progreso, Tamaulipas, México. 
El grupo se formó en el ejido Veracruz y Progreso en Tamaulipas, México el año 1962 cuando el acordeonista Juan Villarreal y su hermano mayor, el bajo sextista José María Villarreal se van con su acordeón y bajo sexto a buscar la vida cantando en las cantinas en los pueblos fronterizos de Tamaulipas. El grupo sigue vigente hasta la fecha y ha grabado más de 54 materiales discográficos y sus temas han participado en 11 películas.

## Trayectoria
Cierto día a un cliente le gusto su música y resulta de que ese cliente era Mario Montes acordeonista de los famosos Doneños aquellos que acompañaban en sus películas y grabaciones al famoso Eulalio González "Piporro". Mario los invitó a grabar su primer disco en la marca Discos Oro, que eran socios Willy López locutor, Mario Montes y Ramiro Cavazos, bajista de los famosos Doneños, grabando su primera canción con el tema "Pero Juanita" posteriormente el 13 de septiembre de 1965 partieron a buscar un mejor porvenir para ellos a la ciudad de Reynosa, Tamaulipas donde conocen a Servando Cano y a Los Relámpagos del Norte, integrado por Cornelio Reyna y Ramón Ayala, el cual Servando representaba en ese tiempo, ellos actuaban como Los Hermanos Villarreal; Servando Cano los cambia de compañía y los lleva a grabar a Discos Bego donde por causa de un close up de cara, por sus ojos de color les llega el nombre de Los Cachorros Hermanos Villarreal. Desafortunadamente el 11 de septiembre de 1972, José María Villarreal pierde la vida en un trágico accidente automovilístico y la agrupación toma un receso. Meses después Juan Villarreal reagrupa el conjunto bajo el nombre de Los Cachorros de Juan Villarreal con Baldemar García como la nueva voz y bajo sexto del grupo.
En la actualidad Los Cachorros de Juan Villarreal se ha inspirado en varios temas que se le han hecho películas como: Sabiendo quien era yo, Dados Cargados, Se les pelo Baltazar, Baltazar 2, La Herencia del Cartel, Regalo Caro, en la actualidad han grabado 54 Cd 's, sus temas han participado en 11 películas, más de 86 giras por Estados Unidos. Juan Villarreal acordeonista de los Cachorros tiene en su haber como compositor 321 temas registrados en su editora Leo Musical donde le han grabado artistas de la categoría de Lalo Mora, Lupillo Rivera, Los Palominos, Los Cadetes de Lupe Tijerina, Sergio Vega, Carlos y José, Miguel y Miguel, El lobito de Sinaloa, Ramiro Delgado, Los Alegres de la Sierra, Héctor Montemayor, Luis y Julián, El As de la Sierra, Los nuevos Llaneros, Banda Limón, Los Humildes, infinidad de Bandas Sinaloense, Bravos del Norte, Tigres del Norte, siendo su obra más cotizada el corrido Se les pelo Baltazar con 165 grabaciones con diferentes artistas y el Regalo Caro con 96 artistas, y en la actualidad sigue componiendo.

## Miembros de la agrupación

### Miembros actuales
- Juan Villarreal (acordeón y voz) (1962-presente)
- Juan José Villarreal (bajo sexto y voz) (2000-presente)
- Crescencio Moreno (bajo electrico) (2002-presente)
- Ramon Rodriguez III (batería) (2018-presente)

### Miembros anteriores (bajo sexto y voz)
- José María Villarreal (1962-1972) • 8 Discos Lps
- Baldemar Garcia (1972-1977) • 9 Discos Lps
- Jesus Scott (1977-1981) • 5 Discos Lps
- Francisco Silva (1981-1991) • 9 Discos Lps
- Jorge Cantú (1991-1994) • 4 Discos Lps
- Baldemar Garcia (1994-1999) • 4 Discos Lps
- Ezequiel Bernal (1999-2000) • 4 Discos Lps

## Discografía

### Álbumes de estudio
- Corridos de la Gloria al Infierno (2007)
- Abran Botellas (2007)
- No Logre Olvidarte (2005)
- Estrellas y Diamantes (2002)
- Al Pie de Un Arbol (2001)[4]